# Eudokia Baiané
Eudokia Baiané (řecky: Εὐδοκία Βαϊανή; † 12. dubna 901) byla byzantská císařovna choť jako manželka Leona VI. Moudrého.

## Biografie
Dílo Theophanes Continuatus bylo pokračováním kroniky Theofana Vyznavače napsané dalšími spisovately, působícími za vlády Konstantina VII. Kniha zaznamenává těch několik málo podrobností, které o ní víme. 
Podle Theofana pocházela z themy Opsikiú. Thema Opsikiú se původně skládala z celé Bithýnie a Paflagonie, sahající od Abydosu na Helléspontu po Sinop u Černého moře a ve vnitrozemí po Ánkyru. Ve 20. století tvoří země kdysi patřící k themě většinu severozápadní čtvrtiny asijského Turecka.
Na jaře roku 900 se provdala za Leona VI. Stala se jeho třetí manželkou; obě jeho předchozí manželky zemřely. De Ceremoniis od Konstantina VII. jmenuje až tři dcery narozené z předchozích manželství, ale žádného syna. Leon si chtěl tímto sňatkem zajistit své nástupnictví. Georgij Aleksandrovič Ostrogorskij poukazuje na to, že třetí manželství bylo podle byzantského práva technicky nezákonné a proti praktikám tehdejší pravoslavné církve. Leon VI. musel požádat o povolení ekumenického patriarchy Antonína II. Konstantinopolského.
O rok později Eudokia zemřela při porodu. Theofanes považuje syna za mrtvě narozeného a nepojmenovaného. Nicméně De Ceremoniis při vypisování dětí Leona VI. jmenuje syna jménem Basil, což by mohlo naznačovat, že přežil dost dlouho na to, aby byl pojmenován. De Ceremoniis udává místo jejího pohřbení jako baziliku Svatých apoštolů v Konstantinopoli.